# マライア・メイ
ブレイク・モンロー（Bleak Monroe、1998年8月4日 - ）は、イギリスの女性プロレスラー。イングランド・ロンドン出身。

## 来歴
1998年8月、ロンドン北部のイズリントンで建築業を営む家族のもとに生まれた。2歳上の兄の影響でプロレスを知り、プロレスラーを志す。
2018年にリングアナウンサーとしてデビュー。
2019年2月2日、 ニーナ・サミュエル戦でプロレスラーデビューする。デビュー4か月後の6月にWWEのトライアウトを受けた。その後も、レボリューション・プロレスリングなどの欧州の様々な団体に上がり、インディー団体で王座を戴冠した。
新型コロナウイルス感染症の世界的流行により、1年3か月間マット界から離れた。その間に日本マット界へ参戦を志す。コロナ禍から明けた2022年に、アメリカなど欧州以外の世界各地の団体に参戦した。

### スターダム
2022年12月29日にスターダム両国国技館大会へ白川未奈の復帰戦にザイヤ・ブルックサイドとともに入場。試合後、白川、ザイヤと共に新タッグの「Club Venus（クラブ・ヴィーナス）」を結成。翌1月から行われるTRIANGLE DERBY Ⅰにエントリーした。その後、リーグ戦後もスターダムで活動している。
3月25日のNEW BLOOD Premiumで、カード変更で「セクシー・ダイナマイト・プリンセス」として登場した。
4月28日にスターダムに所属したことを自身のTwitterで明かした。
6月18日に汐留大会で5★STAR GP 2023出場権争奪ランブルに出場し、羽南とともに最後まで生き残り、5★STAR GPへの出場権を得た。
6月25日に白川未奈とタッグチーム“ROSE GOLD”を組んでゴッデス・オブ・スターダム王座を獲得し、スターダム所属後初の王座戴冠となった。
7月22日から5★STAR GP 2023に参戦する。リーグ戦が佳境となった9月下旬にロッシー小川がマライアの退団に言及する。
29日のNEW BLOODでセクシー・ダイナマイト・プリンセスの仮面が剥がれ、正体がマライアと判明した。
スターダム最終戦となる9月30日の羽南と5★STAR GP最終公式戦は双方感極まった表情で試合し、最後は羽南のセブンティーンの前に敗れた。
人生で初めての長期リーグ戦は3勝6敗の勝ち点6で完走し、10月1日の早朝に帰国した。
10月に発表されたプロレスリング・イラストレーテッド誌の「PWI Women's 250」では95位にランクインした。

### AEW
2023年11月8日にポートランドで行われた「AEW Dynamite」のバックステージに姿を見せてAEWと契約を交わしたことを発表し、「タイムレス」トニー・ストームのファンとして紹介される。その後、ストームと師弟関係を結ぶ。
2024年1月3日にAEWで初試合を行い、勝利する。3月からAEWでストームの過去のコスチュームを模したものを着用して登場する。
4月からスターダム時代の盟友である白川未奈がAEWに参戦し、ストームのAEW女子世界王座に挑戦することが決まると、2人の間で板挟み状態となるが、白川対ストームの試合後に3人仲良く引き上げて大団円となる。
7月10日にオーエン・ハート杯女子トーナメント決勝でウィロー・ナイチンゲールを破り優勝、8月25日に地元ロンドンのウェンブリー・スタジアムで行われるビッグマッチ「ALL IN」でストームのAEW女子世界王座に挑戦することが決定するが、ストームと2人で花道を引き上げる際に突如反旗を翻し、ストームをハイヒールで殴打し大流血に追い込んだ。迎えた「ALL IN」では流血しながらもストームに勝利し、AEW女子世界王座を戴冠した。

### WWE
2025年6月10日（日本時間11日）、NXTにてリングネームをブレイク・モンローへ改めることが発表された
。

## 得意技
- マライア・メイ

Happily Ever After
『いつまでも幸せに』の意。ツームストーン・パイルドライバー。
Once upon a Time
おとぎ話などの冒頭で使われる『むかしむかし』の意。変形の雁之助クラッチ。
- セクシー・ダイナマイト・プリンセス

セクシー
ペディグリー。
彼女のフィニッシュ・ムーブ。

## タイトル歴
スターダム
- 第28代ゴッデス・オブ・スターダム王座
  - w / 白川未奈

AEW
- 第13代AEW女子世界王座[29]
- 2024年オーエン・ハート杯女子トーナメント優勝